# Atshen
Atshen na mitologia Inuit, é um espírito canibalesco.